# Tour de France 2008/5. Etappe
Die 5. Etappe der Tour de France 2008 am 9. Juli war 232 Kilometer lang und damit die längste Etappe der Tour 2008. Sie verlief von Cholet nach Châteauroux. Es standen drei Sprintwertungen auf dem Programm, Bergwertungen gab es nicht.
Das Rennen begann nach dem Start sehr schnell, erst bei Kilometer 11 konnte sich eine Gruppe aus dem Feld lösen, die aus Lilian Jégou, Florent Brard und Nicolas Vogondy bestand, von denen im Laufe der Etappe jeder eine Sprintwertung gewinnen konnte. Danach wurde es im Feld, in dem meist vom Team Gerolsteiner Tempo gemacht wurde, ruhiger. Die drei Ausreißer konnten einen Maximalvorsprung von 8:15 Minuten herausfahren. Bei einem der Stürze im Feld war auch Alejandro Valverde betroffen, der allerdings das Rennen ohne größere Verletzungen fortsetzen konnte. Das Feld holte Jégou und Brard erst zwei Kilometer vor dem Ziel in Châteauroux ein, der unverdrossen kämpfende Vogondy versuchte die Etappe doch noch zu gewinnen und wurde so erst fünfzig Meter vor dem Zielstrich von den heranrasenden Sprintern überholt. Dort konnte sich Mark Cavendish auf der 1600 Meter langen und 8,5 Meter breiten Zielgeraden vor Óscar Freire und Erik Zabel im Sprint durchsetzen. In den einzelnen Wertungen gab es keine Veränderungen. Mauricio Soler, Gewinner des Gepunktete Trikot im letzten Jahr, der noch in der neutralen Zone zum wiederholten Mal bei dieser Tour stürzte, musste die Tour aufgeben.

## Aufgaben
- 51 Mauricio Soler – während der Etappe, Sturz

## Sprintwertungen
- 1. Zwischensprint in Argenton-les-Vallées (Kilometer 33,5) (105 m ü. NN)

| Erster  | Lilian Jégou    | 6 Pkt. |
| Zweiter | Nicolas Vogondy | 4 Pkt. |
| Dritter | Florent Brard   | 2 Pkt. |
- 2. Zwischensprint in Richelieu (Kilometer 98,5) (48 m ü. NN)

| Erster  | Florent Brard   | 6 Pkt. |
| Zweiter | Nicolas Vogondy | 4 Pkt. |
| Dritter | Lilian Jégou    | 2 Pkt. |
- 3. Zwischensprint in Le Grand-Pressigny (Kilometer 152) (63 m ü. NN)

| Erster  | Nicolas Vogondy | 6 Pkt. |
| Zweiter | Florent Brard   | 4 Pkt. |
| Dritter | Lilian Jégou    | 2 Pkt. |
- Zielsprint in Châteauroux (Kilometer 232) (156 m ü. NN)

| Erster   | Mark Cavendish      | 35 Pkt. |
| Zweiter  | Óscar Freire        | 30 Pkt. |
| Dritter  | Erik Zabel          | 26 Pkt. |
| Vierter  | Thor Hushovd        | 24 Pkt. |
| Fünfter  | Baden Cooke         | 22 Pkt. |
| Sechster | Robert Hunter       | 20 Pkt. |
| Siebter  | Leonardo Duque      | 19 Pkt. |
| Achter   | Robbie McEwen       | 18 Pkt. |
| Neunter  | Francesco Chicchi   | 17 Pkt. |
| Zehnter  | Julian Dean         | 16 Pkt. |
| 11.      | Robert Förster      | 15 Pkt. |
| 12.      | Gert Steegmans      | 14 Pkt. |
| 13.      | Romain Feillu       | 13 Pkt. |
| 14.      | Sébastien Chavanel  | 12 Pkt. |
| 15.      | Jimmy Casper        | 11 Pkt. |
| 16.      | Iñaki Isasi         | 10 Pkt. |
| 17.      | Magnus Bäckstedt    | 9 Pkt.  |
| 18.      | Xavier Florencio    | 8 Pkt.  |
| 19.      | Jérôme Pineau       | 7 Pkt.  |
| 20.      | Sven Krauss         | 6 Pkt.  |
| 21.      | Nicolas Vogondy     | 5 Pkt.  |
| 22.      | Rubén Pérez         | 4 Pkt.  |
| 23.      | Juan Antonio Flecha | 3 Pkt.  |
| 24.      | Filippo Pozzato     | 2 Pkt.  |
| 25.      | Wladimir Jefimkin   | 1 Pkt.  |